# Gilbert (Rugby)
Gilbert ist ein Hersteller von Rugbybällen, der zur Firma Gray International gehört. Neben Rugbybällen stellt die Firma auch Bälle für Netball her.

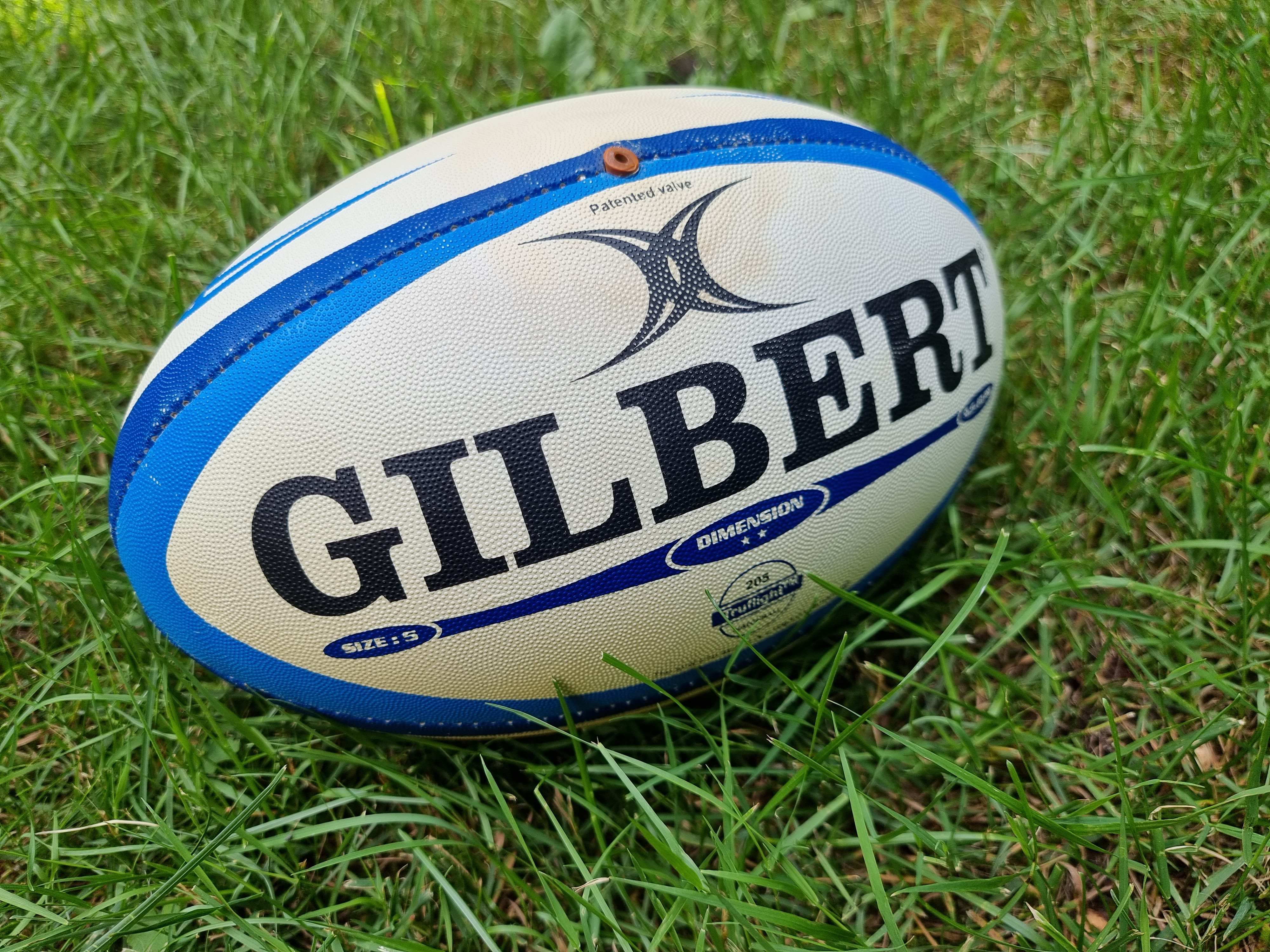
Gilbert Rugby-Union-Ball 02

## Geschichte

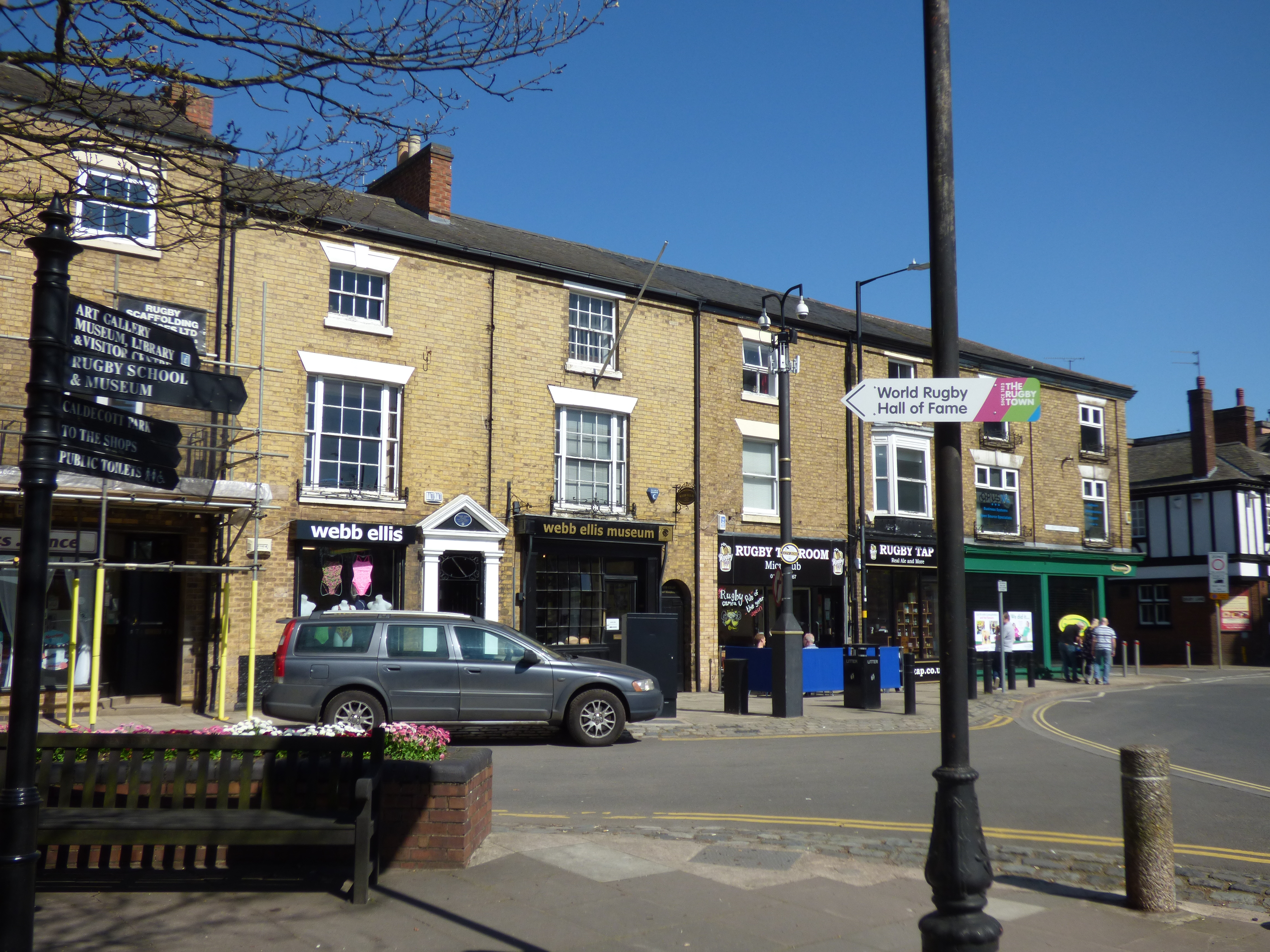
St Matthews Street, Rugby – Webb Ellis Museum und ehemalige Werkstatt von William Gilbert

1823 begann William Gilbert, ein Schuster in der Stadt Rugby, zusammen mit seinem Neffen James damit, Fußbälle für die ortsansässige Rugby School anzufertigen. Mit dem Aufkommen des Rugbysports fertigte er auch die ovalen Rugbybälle. Zunächst bestand der Ball aus Leder, mit einer Schweinsblase gefüllt. Moderne Bälle bestehen aus einer Gummimischung, die Oberfläche ist mit kleinen Noppen versehen, welche die Aerodynamik verbessern.
Seit 1995 hat die Firma Gilbert alle Rugby-Union-Weltmeisterschaften ausgerüstet, alle großen Mannschaften nutzen die Bälle. Die Fabrikation der Bälle findet heute in Indien durch Unterauftragsnehmer statt, die Firma unterhält noch ein Design-Studio in Südengland. In den 2020er Jahren hat Gilbert einen elektronischen Chip entwickelt, der im Inneren des Balls Beschleunigung und Geschwindigkeit des Balls ermittelt. Diese Technik ist noch nicht bei internationalen Spielen zugelassen, wird aber häufig beim Training verwendet.
Neben Bällen produziert Gilbert Rugby Kleidung: Trikots und Schuhe, leichte Schutzbekleidung (Armour): Trikots und Schutzkappen, Zahnschutz sowie Zubehör wie Kickhütchen (KickingTees).
Gray International, ein Hersteller von Cricketschlägern, hat 2002 Gilbert übernommen und 2018 einen Umsatz von 25,1 Mio. £ sowie einen Gewinn von 1,9 Mio. £ gemacht.